# Невин
Нѐвин (на уелски: Nefyn) е малък град в Северозападен Уелс, графство Гуинед. Разположен е на полуостров Лиин на южния бряг на залива Карнарвън Бей на около 100 km югозападно от английския град Ливърпул. На около 30 km на север от Невин е главният административен център на графството Карнарвън. Има малко пристанище. Морски курорт. Населението му е 2550 жители според данни от преброяването през 2001 г.

## Побратимени градове
- Пуерто Мадрин, Аржентина